# Sistema di Saturno
In astronomia, si suole indicare come sistema di Saturno la regione di spazio del sistema solare dominata dall'influenza gravitazionale del pianeta Saturno, ed occupata dai suoi satelliti naturali, dai suoi anelli planetari ed eventualmente dalla sua magnetosfera.

## Dimensioni
Le dimensioni della sfera d'influenza gravitazionale saturniana sono date dal raggio di Hill del sistema Saturno-Sole, secondo la formula
{\displaystyle r_{Hill}=a{\sqrt[{3}]{\frac {m_{S}}{3M_{S}}}}=65\,159\,981\,km.}
Entro le incertezze dovute alla presenza degli altri oggetti principali del sistema solare, specialmente Giove, questo raggio delimita la regione di spazio entro la quale l'attrazione gravitazionale esercitata da Saturno risulta predominante rispetto a quella del Sole. Tutti i corpi celesti che si trovano stabilmente all'interno della sfera di Hill di Saturno sono in orbita cronocentrica.

## Struttura
Il sistema di Saturno si compone di:
- Saturno
- Satelliti naturali di Saturno
- Anelli di Saturno

Altri oggetti possono intersecare periodicamente o meno il sistema di Saturno, senza tuttavia rimanere gravitazionalmente legati al gigante gassoso per via della loro elevata velocità iniziale; può essere questo il caso di comete o asteroidi collocati su orbite particolarmente ellittiche.

### Oggetti principali
Segue un prospetto dei dieci oggetti principali del sistema di Saturno, in ordine di massa.
| Oggetto      | Oggetto  | Distanza da Saturno | Diametro   | Massa            | Massa  | Scoperta  |
| ------------ | -------- | ------------------- | ---------- | ---------------- | ------ | --------- |
| Sol VI       | Saturno  | -                   | 120 536 km | 5,6846 × 1026 kg | 1000   | Antichità |
| Saturno VI   | Titano   | 1 221 850 km        | 5 151 km   | 135 × 1021 kg    | 0,2375 | 1655      |
| Saturno V    | Rea      | 527 040 km          | 1 528 km   | 2,49 × 1021 kg   | 0,0044 | 1672      |
| Saturno VIII | Giapeto  | 3 561 300 km        | 1 460 km   | 1,88 × 1021 kg   | 0,0033 | 1671      |
| Saturno IV   | Dione    | 377 400 km          | 1 118 km   | 1,05 × 1021 kg   | 0,0018 | 1684      |
| Saturno III  | Teti     | 294 660 km          | 1 060 km   | 0,622 × 1021 kg  | 0,0011 | 1684      |
| Saturno II   | Encelado | 238 020 km          | 499 km     | 73,0 × 1018 kg   | 0,0001 | 1789      |
| Saturno I    | Mimante  | 185 520 km          | 397 km     | 38,0 × 1018 kg   | 0,0001 | 1789      |
| Anello B     | Anello B | 92 000 km           | 25 500 km  | 28,0 × 1018 kg   | 0,0000 |           |
| Saturno VII  | Iperione | 1 481 100 km        | 266 km     | 17,7 × 1018 kg   | 0,0000 | 1848      |

## Esplorazione
Diverse sonde interplanetarie di fabbricazione umana hanno attraversato il sistema di Saturno, a partire dall'inizio dell'era spaziale; si tratta della Pioneer 11, della Voyager 1 e della Voyager 2.
A queste si aggiungono la sonda Cassini, designata specificamente per lo studio del sistema di Saturno, e il modulo di atterraggio Huygens, inviato su Titano.